# Vana-Sonda
Vana-Sonda es una aldea del municipio de Lüganuse, en el condado de Ida-Viru, Estonia. Tiene una población estimada, en 2020, de 20 habitantes.
Está ubicada en el centro-norte del condado, cerca de la costa del golfo de Finlandia (mar Báltico) y de la carretera E20, que une Tallin con San Petersburgo.